# 2025年美加墨貿易戰
2025年2月1日，美國、加拿大與墨西哥之間爆發貿易戰。當天，美國總統當勞·特朗普簽署行政命令，對來自這兩個國家的商品幾乎全面徵收關稅，並於3月4日生效。根據該命令，美國將對所有墨西哥出口商品，以及除石油與能源外的所有加拿大出口商品，課徵25%的關稅，而石油與能源的關稅則為10%。特朗普表示，此舉旨在遏止非法移民進入美國，切斷芬太尼透過美加邊界與美墨邊界流入美國的管道，同時縮減美國的貿易逆差。
加拿大總理賈斯汀·杜魯多隨即回應，宣佈加拿大將對價值300億加元（206億美元）的美國進口商品加徵25%關稅，並計劃在三週內將課稅範圍擴大至1550億加元（1060億美元）。墨西哥總統克勞迪婭·辛鮑姆則強調，墨西哥將對美國採取包括關稅與其他經濟報復措施在內的反制手段。2月3日，加拿大與墨西哥與美國談判，成功爭取將關稅措施延後一個月實施。最终，美国于3月4日起对加拿大及墨西哥商品加征25%关税。措施公布当天，加拿大立即公布反制措施，宣布对价值206亿美元的美国进口商品对等加征25%关税，同时计划在三个星期内将征税范围扩大到1060亿美元商品；墨西哥总统辛鲍姆表示会对美国启动关税及非关税制裁措施。3月6日，特朗普在跟特鲁多和辛鲍姆通电话后，宣布对《美加墨贸易协定》涵盖的商品延迟加征关税至4月2日，涉及50%的墨西哥商品和38%的加拿大商品。为此，加拿大官员表示暂停扩大征收报复性关税的计划，现有关税措施则维持不变。
加拿大與墨西哥均指責特朗普的關稅措施違反2020年三國共同簽署並批准的《美加墨贸易协定》。經濟學者警告，這些關稅恐將嚴重衝擊三國間的貿易，擾亂北美供應鏈，並推高美國、墨西哥與加拿大的物價。

## 經濟背景
美國、加拿大與墨西哥於1994年簽署《北美自由貿易協議》（NAFTA），該協議取消三國間幾乎所有的貿易關稅。NAFTA一直是政治爭議的焦點。在美國，該協議導致企業將生產轉移至墨西哥，以利用較低的勞動成本，進而衝擊美國的工廠城鎮與勞工。這種對自由貿易的不滿，促使像當勞·特朗普這類政治人物崛起。然而，美國的許多地區也受益於NAFTA帶來的貿易擴張與經濟成長。
2020年，特朗普在第一個總統任期內推動廢除NAFTA，並以《美國-墨西哥-加拿大協定》（USMCA）取而代之，主要原因是他反對NAFTA。然而，USMCA與NAFTA的差異大多為象徵性變更，三國間大部分商品仍維持零關稅貿易。不過，USMCA允許各國在國家安全相關議題上施加特定關稅。該協議還訂定「原產地規則」，以界定商品的關稅適用來源。
截至2024年，加拿大、墨西哥與中華人民共和國並列為美國的三大貿易夥伴。

### 美加貿易
早在NAFTA生效之前，美國與加拿大的經濟已高度整合，特別是在汽車製造業。根據加拿大政府數據，2024年前九個月，加美兩國間的貿易總額達8000億加元（5500億美元）。截至2024年11月，美國政府估計美國對加拿大的貿易逆差為550億美元。這一逆差主要來自美國對加拿大石油的需求；若排除石油貿易，美國對加拿大則為貿易順差。美國進口的石油約60%來自加拿大，加拿大是美国钢铁产品最大的进口国。

### 美墨貿易
美國與墨西哥的經濟關係極為密切。2024年，兩國間的貿易總額約為8000億美元，平均每日貿易額超過10億美元。根據美國人口普查局數據，2023年美國對墨西哥的出口總額為3220億美元，而進口額則超過4750億美元。墨西哥約70%的天然氣消費依賴美國進口，而美國每天從墨西哥進口約70萬桶原油。
食品貿易方面，美國約有一半的新鮮水果與蔬菜來自墨西哥，而墨西哥則是美國農產品的最大出口市場。近年來，兩國在鋼鐵貿易上出現爭議，彼此皆被指控違反USMCA附屬協議中有關鋼鐵出口的限制條款。一些美國人（包括特朗普）認為墨西哥的鋼鐵出口量超過協議規定，而墨西哥鋼鐵業組織則指出，美國對墨西哥的鋼鐵出口量亦超過協議限制。

## 政治背景

### 第一次當勞·特朗普總統任期
在首個總統任期內，當勞·特朗普多次威脅對墨西哥加徵關稅，要求墨西哥終止非法移民經由美墨邊境進入美國。他還曾揚言退出NAFTA。不過，最終他並未落實關稅措施，因為墨西哥同意成立墨西哥國民警衛隊，派遣6000名士兵打擊非法移民，並允許美國擴大「留在墨西哥」政策的適用範圍。
2018年與2019年，特朗普對中華人民共和國大規模加徵關稅，影響3800億美元的中國商品，關稅總額約800億美元。這些關稅在祖·拜登繼任總統後仍大多被保留。美國政府對中墨貿易關係，特別是汽車產業的合作，表達憂慮，擔心中國企業利用墨西哥作為出口跳板，藉此規避對華關稅，並透過USMCA的優惠條款進入美國市場。

### 加拿大政治
2025年1月，加拿大總理賈斯汀·杜魯多宣佈，將在3月新任黨魁產生後，辭去自由黨黨魁與總理職位。安大略省省長兼聯邦委員會主席道格·福特則宣佈提前於2月27日舉行省選，表示希望透過選舉強化進步保守黨的執政授權，以便應對特朗普即將對加拿大施加的關稅政策。
1月31日，杜魯多在社群媒體上警告，若美國執意對加拿大商品加徵關稅，加拿大將做出「迅速且強力的回應」。

### 第二次當勞·特朗普總統任期
2025年1月20日，在第二任總統就職演說中，特朗普宣稱將大幅提高對外國商品的關稅。他表示：「與其向我們的公民課稅，使其他國家受益，不如向外國徵收關稅與稅收，讓我們的公民受益。」
特朗普指控加拿大與墨西哥放任「大批非法移民與芬太尼流入美國」，並批評兩國透過美國的貿易逆差獲利不當。他還曾聲稱美國對加拿大的貿易逆差高達2000億美元，但該數據與官方統計不符。
儘管特朗普宣佈即將對加拿大與墨西哥施加關稅，美國企業仍未提前大量進口貨品，以避開關稅影響。

## 初步關稅措施

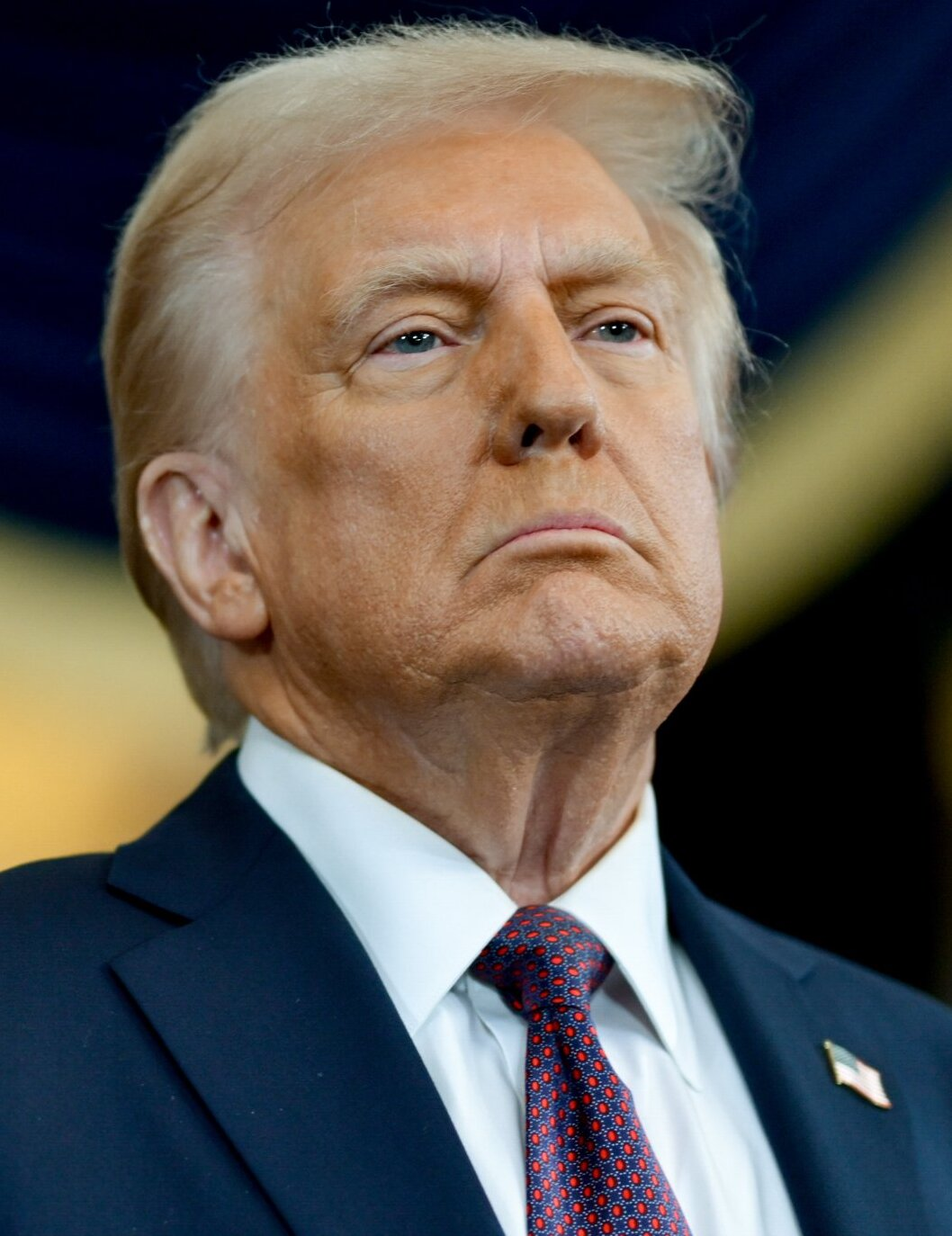
美國總統當勞·特朗普

2025年2月1日，特朗普簽署三項行政命令，對來自墨西哥和加拿大的所有商品加徵25%的關稅，但加拿大的石油與能源出口則僅課徵10%的關稅。相較之下，墨西哥的能源出口則須承擔完整的25%關稅。這些關稅措施是依據《國際緊急經濟權力法》（IEEPA）設立，並將於美東時間2月4日凌晨12:01正式生效。特朗普同時宣佈對中國商品加徵10%關稅，這是在許多中國商品已經被課徵最高25%關稅的基礎上進一步增加。此外，該行政命令還包含一項條款，允許美國在其他國家採取報復性關稅或其他經濟反制措施時，進一步提高關稅稅率。
特朗普運用IEEPA來繞過USMCA對關稅政策的限制，藉此為新關稅尋找法律依據。他聲稱美墨與美加邊境的非法移民問題，以及由中國輸往北美的芬太尼流入美國，構成國家安全威脅。在行政命令中，特朗普指責加拿大是芬太尼進入美國的「核心管道」，批評其在打擊毒品走私方面未投入足夠資源，且未能與美國進行有效合作。儘管數據顯示，美國境內的芬太尼主要來自美墨邊境的南部通道，但特朗普仍將矛頭指向加拿大，並強調這項關稅措施的另一目標是促使製造業將生產線遷回美國，以減少對進口商品的依賴。
根據《彭博社》2025年2月的報導，彼得·納瓦羅和史蒂芬·米勒是主導關稅政策的關鍵幕僚，而將中國納入關稅範圍則是在國家安全會議的建議下決定。
在Truth Social上，特朗普發文強調：「我們必須保護美國人民，作為總統，我有責任確保所有人的安全。我在競選時承諾要遏制非法移民與毒品的入侵，而美國人民也以壓倒性多數支持了這一政策。」他承認關稅措施可能會帶來「短期的市場波動」，但堅稱這是必要的調整。此外，特朗普宣稱「關稅不會導致通貨膨脹」，相反地，「關稅能帶來經濟成功」。

### 加拿大的反應

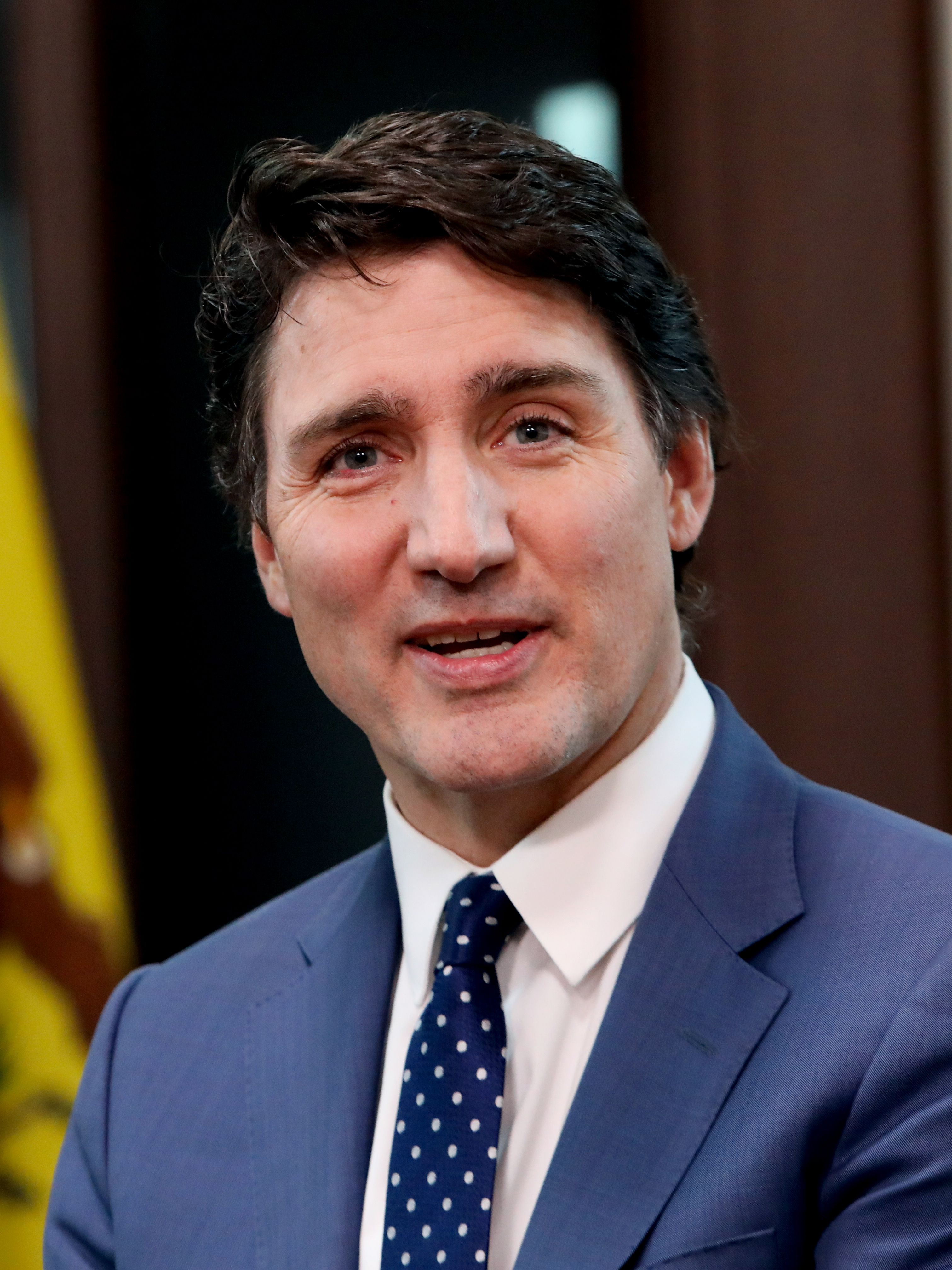
加拿大總理賈斯汀·杜魯多

特朗普宣佈新關稅措施後僅數小時，杜魯多立即宣佈加拿大將進行報復，對美國商品加徵關稅。首波300億加幣（206億美元）的美國出口商品將立即被課徵25%的關稅，三週內再擴大至1250億加幣（860億美元）。杜魯多強調，這段緩衝期將有助於企業適應新政策。
加拿大的報復措施不僅限於關稅。杜魯多表示，加拿大還考慮限制關鍵礦產與能源產品出口，或禁止美國企業參與加拿大政府採購，以迫使特朗普讓步。
在具體產品上，美國的酒類、蔬菜、服裝、鞋類和香水將首當其衝，其次是家電、家具與運動器材等消費品。此外，加拿大的關稅戰略特別針對美國共和黨掌控的「紅州」，意圖對特朗普的政治基本盤施壓。
面對特朗普以芬太尼和非法移民為藉口發動貿易戰，杜魯多揭示數據，指出美加邊境的芬太尼流入量及非法越境案件僅佔1%，直指美國對加拿大的指控並無根據。他強調，美加關係是「世界上最成功的合作夥伴」，並批評特朗普此舉不僅違反USMCA，也將對美國消費者與產業帶來嚴重衝擊。他呼籲加拿大人：「支持本國產品與服務，減少對美國進口品的依賴。」
加拿大各省省長也紛紛作出回應。安大略省省長道格·福特表示：「加拿大別無選擇，只能強力回擊」，並指示安大略省酒類管制委員會停止銷售美國酒類產品。阿爾伯塔省省長戴思敏原先反對對美國採取強硬貿易行動，但她改變立場，稱加拿大必須回應特朗普「這種兩敗俱傷的政策」，並支持「針對那些可從加拿大或其他非美國供應商購買的美國商品施加戰略性進口關稅」。新斯科舍省省長蒂姆·休斯頓宣佈對美國商用車輛的公路通行費加倍，並要求新斯科舍省酒類公司於2月4日前停止銷售所有美國酒類產品。魁北克省省長弗朗索瓦·勒戈表示，他已指示魁北克省財政部主席索尼婭·勒貝爾「審查所有涉及美國供應商的採購合約」，並對與魁北克政府有業務往來的美國企業採取懲罰性措施。他還命令魁北克酒類公司將所有美國商品下架。西北地區行政長官R·J·辛普森宣佈將重新審查政府採購政策，盡可能排除美國企業。
加拿大官方反對黨領袖和加拿大保守黨黨魁博勵治譴責特朗普的關稅，稱其為「大規模、不公正且毫無正當理由的關稅」。他要求政府立即結束國會休會狀態（杜魯多宣佈辭職後留任總理和自由黨黨魁直至新黨魁繼任總理，並且已請示總督宣佈國會休會至3月24日讓黨魁選舉在此期間能順利進行，以免因反對黨提出不信任動議而可能提前倒台），以採取反制措施，包括對等關稅，並用這些關稅收入來幫助「受影響的工人和企業」。此外，他再次呼籲政府進行大規模減稅，並推出其他經濟刺激措施以應對危機。他亦呼籲加強邊境管制，例如：立即派遣加拿大軍隊前往邊境、增加至少2000名邊境特工，並將加拿大边境服务局權力擴展到整個邊境，而不僅僅是過境點，以及安裝高性能掃描器、邊境監視塔和卡車無人機系統，以發現邊境入侵行為。2025年3月7日，博勵治在記者會上稱在特朗普永久取消所有關稅之前，不應取消或推遲報復性關稅。此前，加拿大財政部長多米尼克·勒布朗表示，因為特朗普再次推遲關稅期限至4月2日，自由黨政府也將報復性關稅的期限推遲至4月2日。
3月10日，加拿大安大略省政府对向美国三个州出口的所有电力征收25%的附加费。不列颠哥伦比亚省省长則宣布，将下架该省酒类商店内所有美国制造的酒精饮品。美国总统特朗普隨即表示美国将对从加拿大进口的钢铝产品再加征25%关税，令其总税率提升至50%，相关措施于12日生效。加拿大安大略省政府又於11日同意暂停对向美国三个州出口的所有电力征收25%的附加费。美方決定撤回对加拿大的25%额外关税。
在3月12日美国对包括加拿大和欧盟27国在内的35个国家的所有钢铁和铝进口征收25%的关税後，加拿大立即对美国价值207亿美元的出口产品征收新关税。
4月3日，加拿大總理表示对所有不符合美国—墨西哥—加拿大协定的美国进口汽车征收25%的关税。

### 墨西哥的反應

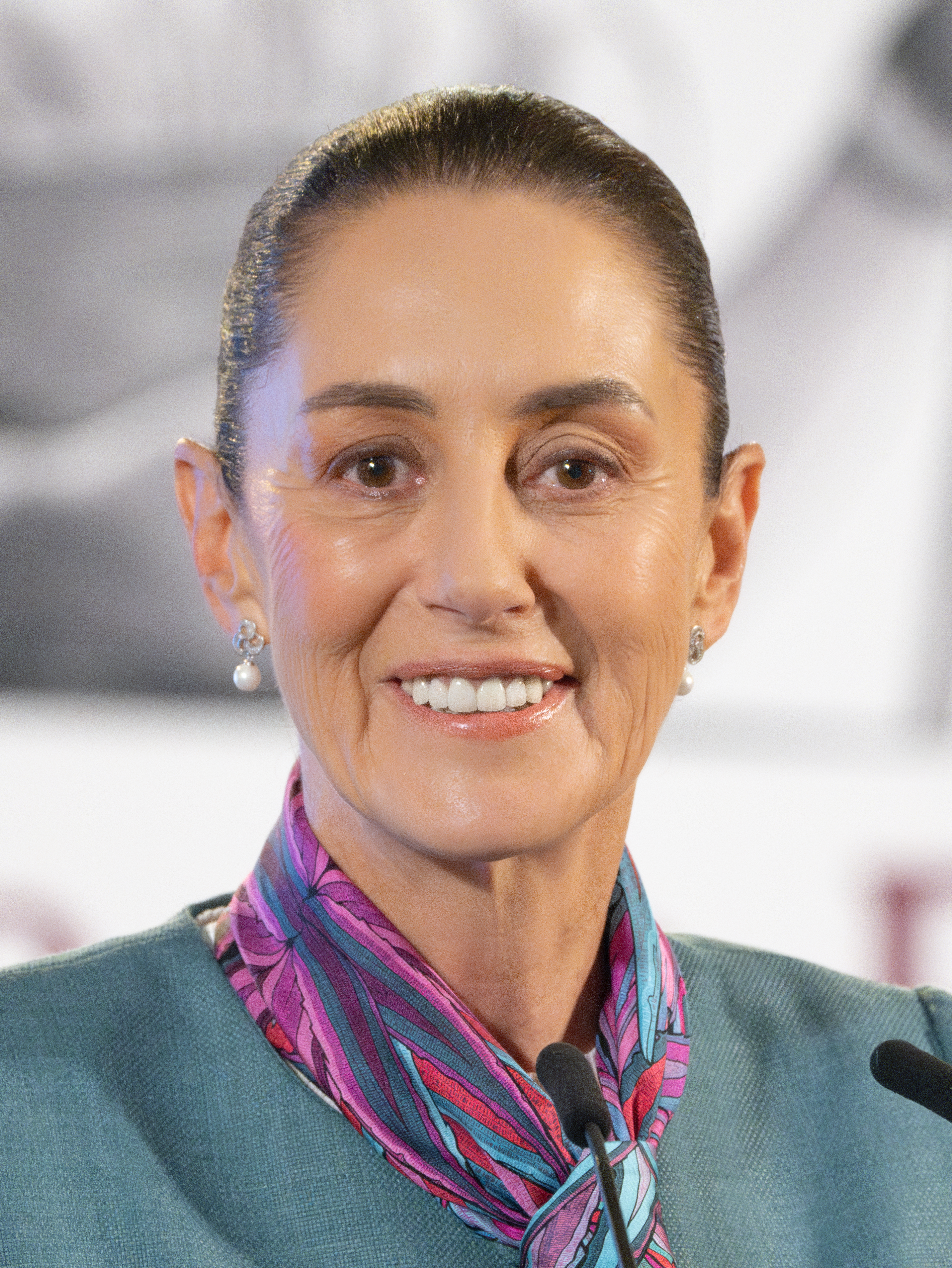
墨西哥總統克勞迪婭·辛鮑姆

面對特朗普的關稅戰，墨西哥總統辛鮑姆宣佈將對美國採取關稅與非關稅報復措施，並強調這是「捍衛墨西哥利益」的必要行動。
雖然她未公布具體報復對象，但消息人士透露，墨西哥政府早已研擬對美國豬肉、乳酪、農產品、鋼鐵與鋁等商品徵收5%至20%的報復性關稅，但汽車產業暫時被豁免。墨西哥經濟部長马塞洛·埃布拉德更指控特朗普的關稅政策「公然違反USMCA」。
此外，特朗普指控墨西哥政府與販毒集團「結盟」，辛鮑姆嚴詞駁斥這是「惡意誹謗」。在2月1日的一場活動中，她強調墨西哥將「保持冷靜與理性」，有條不紊地展開報復行動，並提議成立美墨專案小組，透過雙邊對話解決問題，而非訴諸關稅手段。她直言：「問題無法靠關稅解決。」

### 其他反應
屬於保守派陣營的《華爾街日報》編輯委員會將特朗普的關稅政策形容為「史上最愚蠢的貿易戰」，批評他的經濟打擊「毫無邏輯可言」。
在關稅措施公布後的數日內，加拿大各地群眾在國家冰球聯盟和國家籃球協會賽事中大聲噓美國國歌，以示抗議。

## 後續談判
2025年2月3日，特朗普先後與辛鮑姆及杜魯多進行談判，最終達成共識，決定將對兩國的關稅延後一個月。
辛鮑姆在談判中同意增派10000名國民警衛隊士兵至邊境，強化毒品走私防堵措施，而作為交換，特朗普承諾 將採取行動遏制美國對墨西哥的武器走私。
同日上午，特朗普與杜魯多通話時，指控加拿大「不允許美國銀行進入市場營運」。事實上，加拿大允許美國銀行在當地開展商業銀行業務，但限制個人銀行業務，以保護本國公民免受銀行倒閉影響。
下午的第二次通話中，特朗普與杜魯多進一步協商，最終同意延後對加拿大的關稅。作為談判成果，加拿大承諾設立「芬太尼沙皇」負責毒品管控，將墨西哥販毒組織列為恐怖組織，並與美國共同成立「加美聯合打擊部隊」，加強對有組織犯罪、芬太尼走私及洗錢活動的聯合執法力度。
最終，特朗普簽署修訂後的行政命令，將關稅實施日期推遲至美東時間3月4日凌晨12时01分。

## 后续事件
2月7日，特鲁多在一次私人会议上被录音，他表示相信特朗普的吞并威胁是“真实存在的”，并且他可能在掠夺加拿大的矿产资源。与此同时，特朗普在第五十九届超级碗期间接受福克斯新闻的布雷特·拜尔全国电视采访时澄清说，他对加拿大吞并的威胁确实是认真的。
2月10日，特朗普对从包括加拿大和墨西哥在内的所有国家进入美国的钢铁和铝征收25%的关税，加拿大和墨西哥提供了美国大部分的金属进口。钢铁和铝关税将于3月12日生效。特朗普表示，这些关税是“众多关税中的第一个”，未来四周内，他将与其团队讨论对汽车、药品、芯片和其他商品征收关税。对此，特鲁多称这些关税“不可接受”，并表示他希望与特朗普政府的谈判能解决这个问题，但如果有必要，加拿大也会做出“坚定而明确”的回应。受特朗普命令的影响，美国钢铁制造商的股价上涨，钢铁和铝的价格亦有上涨。

## 正式加征
3月3日，特朗普宣布延迟一个月的关税加征措施于次日正式生效。他表示加拿大或墨西哥已经“没有任何空间”来与美国达成最后关头协议，进一步推迟关税实施。美国商务部长霍華德·盧特尼克表示加拿大和墨西哥两国在改善边境安全方面都取得进展，但在阻止芬太尼流入美国方面没有达到要求。当天，特朗普还宣布将中国的关税从先前的10%调整到20%，两者作用导致美国股市出现明显动荡，标准普尔500指数下降1.8%，納斯達克100指數下降2.6%。加拿大外交部长趙美蘭表示加拿大已准备好回应措施，墨西哥总统辛鲍姆重申，墨西哥此前的应对计划将在特朗普征收关税时生效。
美国东部时间3月4日凌晨12点01分，美国对加拿大、墨西哥加征的关税如期实施。加拿大同步宣布反制措施，自当天起对价值206亿美元的美国进口商品加征25%关税，21天后（即3月25日）额外对价值860亿美元商品加征25%关税。在当天举行的新闻发布会上，特鲁多表示特朗普加征关税是为了“彻底摧毁加拿大经济”，让美国“更容易”吞并加拿大。他还形容特朗普发动贸易战是“一件非常愚蠢的事情”，并称已就加征关税的问题向世界贸易组织和美墨加协定相关机构提出申诉。
墨西哥总统辛鲍姆计划在3月9日公布反制措施。
3月5日，卢特尼克表示，特朗普“正在听取墨西哥和加拿大的提议”并“考虑尝试采取中间立场”，关税可能会在较小规模下生效。当天晚些时候，特朗普对符合美墨加协定规定的汽车制造商给予为期一个月的关税豁免，符合规定的汽车制造商约占2024年从墨西哥进口到美国的乘用车的85%。特朗普随后批准美国三大汽车公司福特汽车、通用汽车和斯特兰蒂斯免于对加拿大和墨西哥征收关税一个月。
3月6日，特朗普在跟特鲁多和辛鲍姆通电话后，宣布对《美加墨贸易协定》涵盖的商品延迟加征关税至4月2日，涉及50%的墨西哥商品和38%的加拿大商品。为此，加拿大官员表示暂停扩大征收报复性关税的计划，现有关税措施则维持不变。
3月7日，特朗普威胁对加拿大的乳制品和木材产品征收对等关税。特朗普表示，关税将高达250%，并将于3月7日之后的下一周生效。

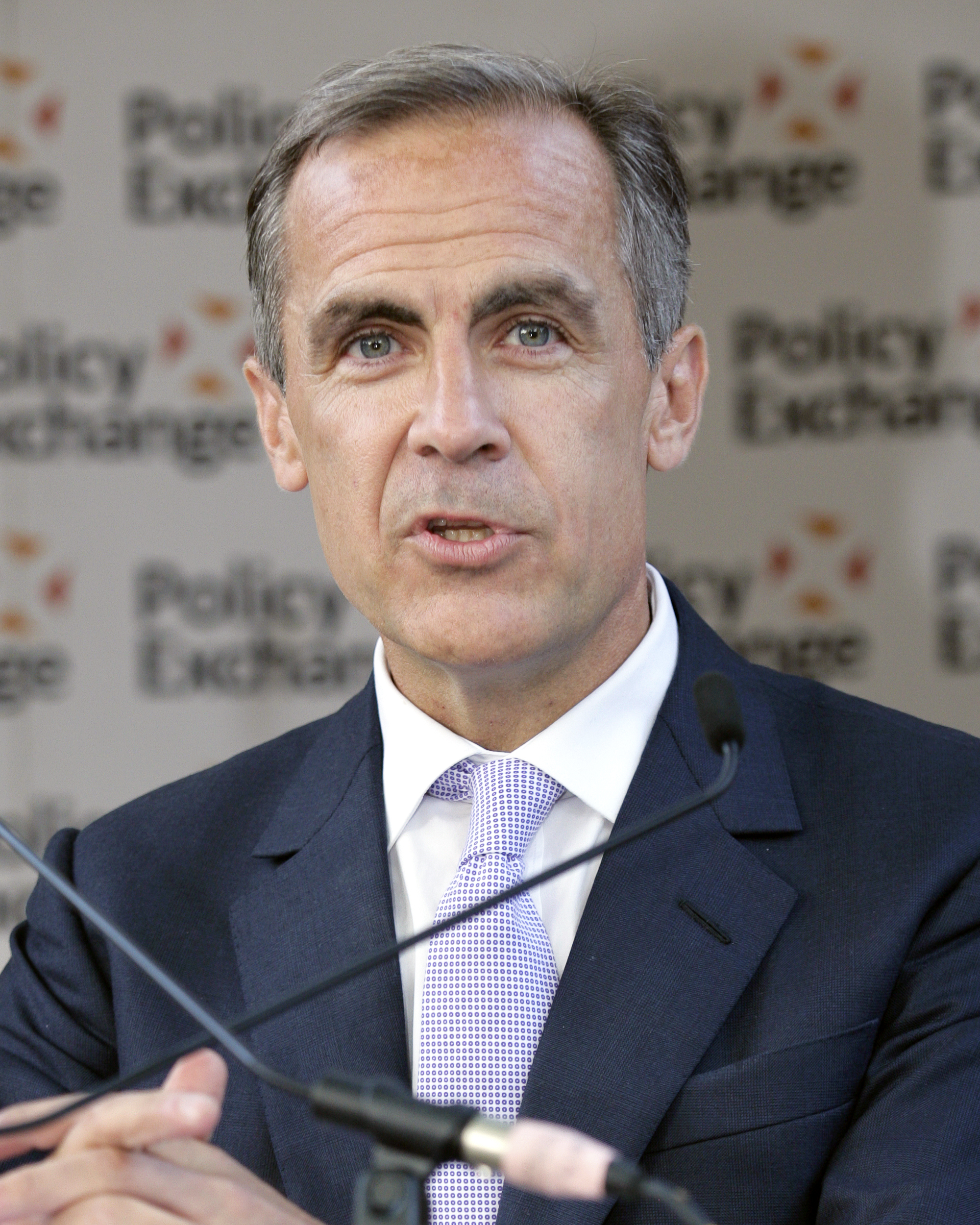
马克·卡尼接替特鲁多，担任加拿大新一任总理

3月9日，马克·卡尼赢得加拿大自由党领袖选举，接替特鲁多出任总理。他在就职演讲中表示支持特鲁多政府的报复性关税措施，并表示新一任政府将继续执行，“直到美国人对我们表示尊重”。
特朗普计划自4月2日向所有贸易伙伴国征收“互惠”关税。对于加拿大的部分，特朗普表示加拿大如果在4月2日前不会取消“长期、高额的关税”，他就会“大幅提升”加拿大进口汽车关税，“从本质上让加拿大的汽车制造企业彻底关门”。特朗普之后宣布自4月2日起，对各国进口汽车及其零部件加征25%关税。对此，卡尼认为“美国明显不再是可信仰的伙伴”，“我们有望通过长期谈判来恢复某些信任”，两国关系“没有回头路可走”。
3月28日，卡尼与特朗普首次通电话。卡尼称两人的电话“非常亲切”且“内容充实”，特朗普在通话中“尊重加拿大的领土主权”。特朗普称两人通话“极具建设性”，双方“在许多事情上面有共识”。特朗普称卡尼为“加拿大首相”，没有像之前那样，称卡尼前任特鲁多为“美国加拿大州州長”。此外，特朗普表示“美加两国之间有许多事情进展顺利”。卡尼告诉特朗普，如果美国按计划在4月2日加征关税，加拿大会征收报复性关税。两国领导人同意在4月28日加拿大聯邦大選后展开新一轮经济安全关系的全面谈判。
4月2日，特朗普正式对全球各国加征至少10%的关税，加拿大和墨西哥两国未在其中，两国符合自贸协定的商品也获得关税豁免。同日，美国参议院批准取消特朗普对加拿大加征的部分关税的措施，四名共和党参议员加入民主党参议员行列，投票支持这项措施。然而，这些措施必须在共和党控制的美国众议院投票通过后才能实施，但众议院的共和党领导人拥有废除这项措施的权力。

### 股市影响
特朗普3月3日的声明以及定于同一天对中国商品的关税从10%提高到20%导致美国股市大幅下跌。标准普尔500指数下跌1.8%，纳斯达克100指数下跌2.6%。截至3月6日，标准普尔500指数几乎失去2024年11月以来的所有涨幅。

## 相关反应

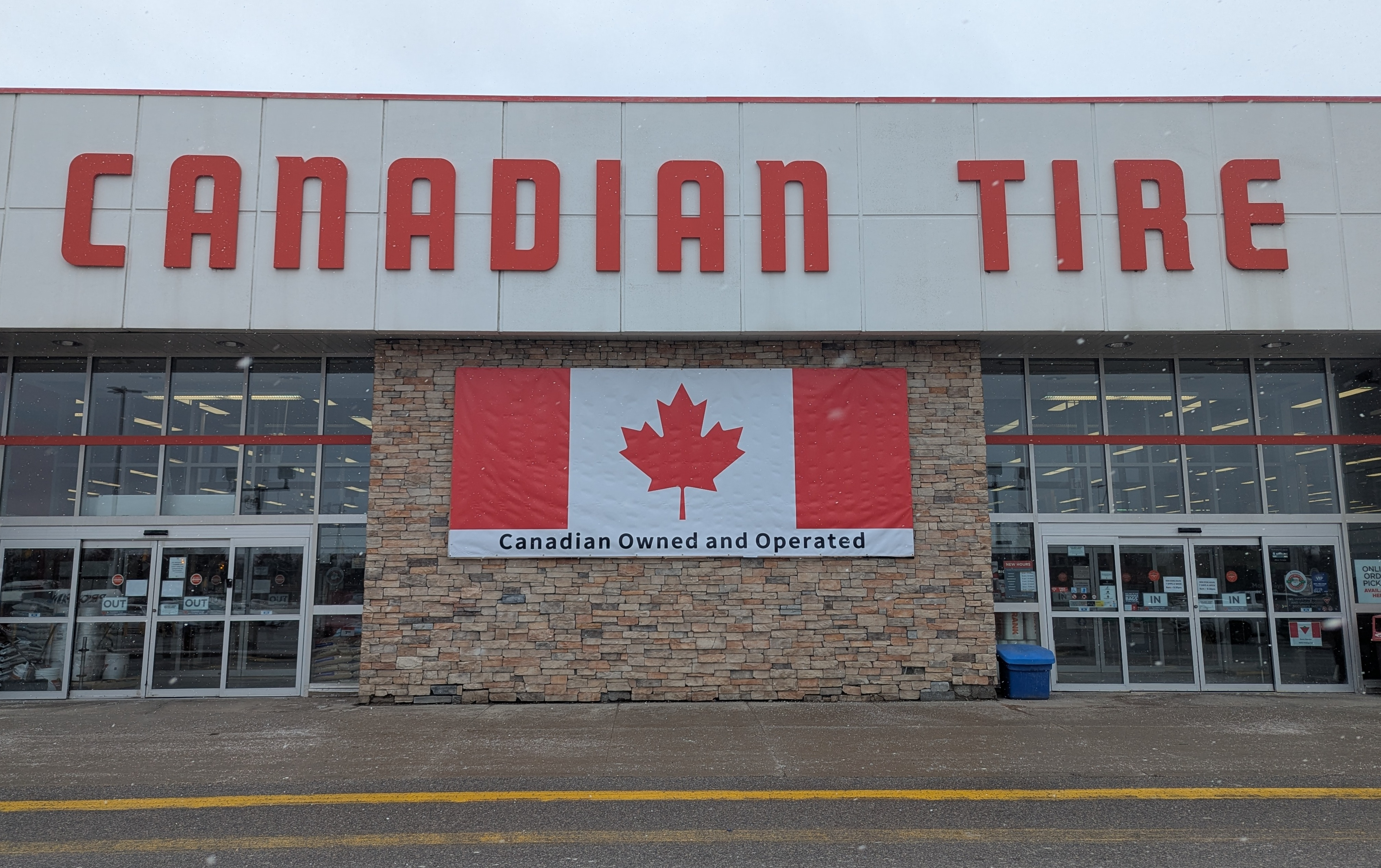
安大略省的一家加拿大轮胎门店挂着一条写有“加拿大人拥有并经营”的横幅

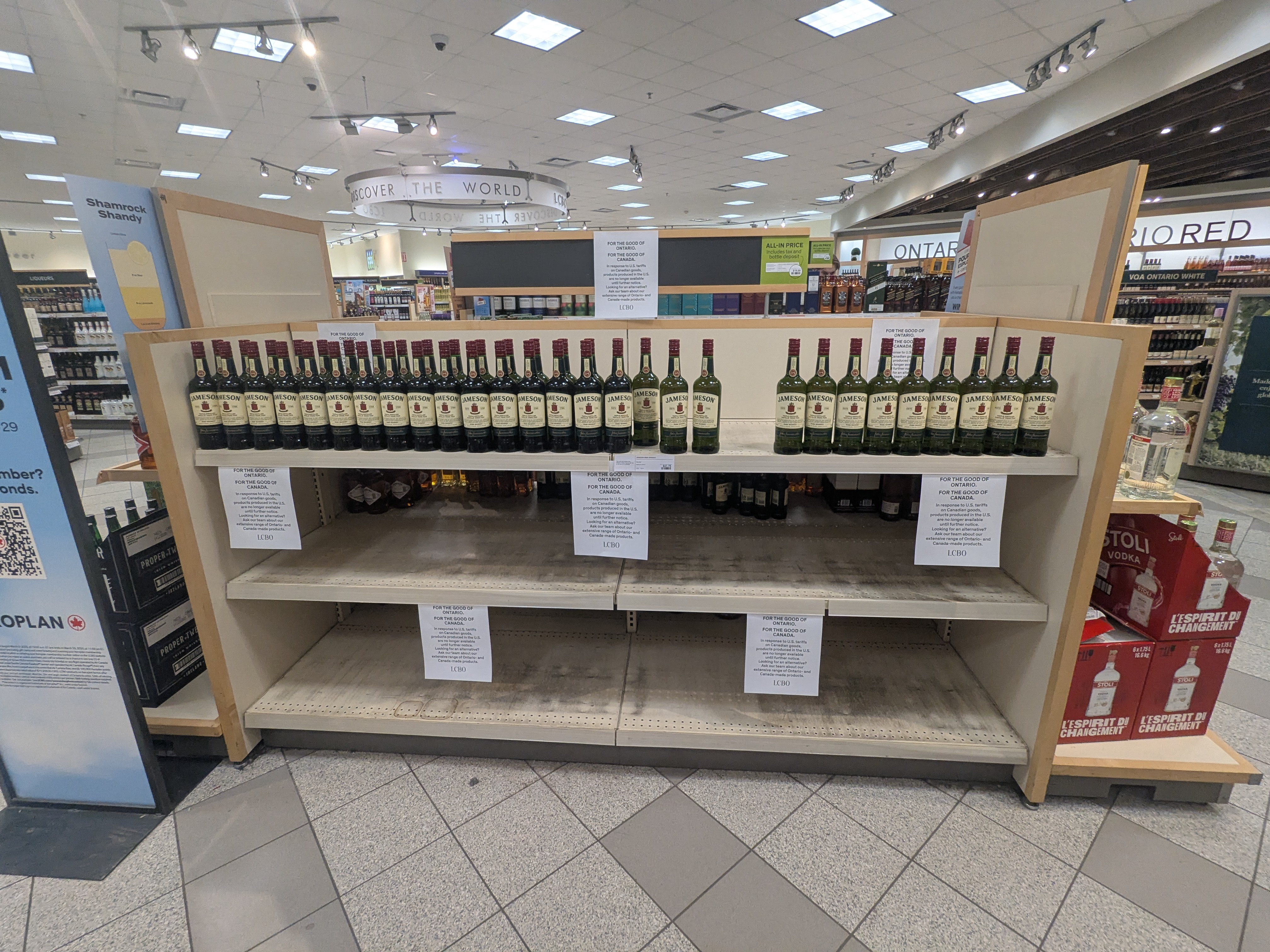
2025年3月，安大略省一家酒类商店的货架上所有美国产品均已撤下

在加拿大，美国的关税和威胁导致加拿大民族主义和爱国主义情绪高涨，反美情绪也随之高涨。这场贸易战损害了历史上牢固的加美关系。安格斯·里德研究所于2025年2月对加拿大人进行的一项民意调查发现，91%的加拿大人表示希望减少加拿大对美国作为贸易伙伴的依赖。该调查还显示，与该研究所2024年12月进行的上一次调查相比，表示对自己的国家“非常自豪”和表示“对加拿大有深厚情感”的加拿大人的比例增加了10个百分点。益普索2025年2月的一项民意调查发现，65%的加拿大人表示会避免前往美国，67%的人表示会避免购买美国制造的产品。Léger同月的一项民意调查发现，27%的加拿大人认为美国是“敌人”，而只有1%的美国人认为加拿大是敌人。
在关税公告发布后的数天内，国家冰球联盟、美国职业篮球联赛和美国职业足球大联盟的比赛或在加拿大各地举行的涉及美国队的体育赛事上播放美国国歌时，加拿大民众都会对美国国歌发出嘘声。许多加拿大民众开始抵制美国商品、取消赴美旅游，“购买加拿大货”运动在全国范围内兴起。包括特鲁多和普利耶夫尔在内的许多加拿大政客都采用了民族团结的言论，贸易战在2025年加拿大聯邦大選前创造了一种聚旗效应。受到美国对加拿大加征关税的影响，2025年2月，加拿大前往美国的旅行人数与2024年2月相比下降40%。美国海关和边境保护局发布的数据显示，乘坐私家车进入美国的旅客人数从2024年2月的269万人下降至2025年2月的222万人，是自COVID-19疫情以来恢复跨境常态化的新低。而2025年3月的调查发现，62%的加拿大人计划次年避免前往美国，美国旅游团体担心他们会失去加拿大游客。阿拉斯加州海恩斯市仅通过育空地区与外界相连，该市市长表示担心关税会影响美国和加拿大之间正常的友好关系。美国自加拿大的旅游客源减少，将可能每年给美国经济造成40亿美元的损失。2025年3月，特朗普政府表示，从2025年4月11日起，进入美国停留超过30天的加拿大公民必须向当局登记并采集指纹。
在墨西哥，墨西哥政府和墨西哥企业都旨在加强“墨西哥制造”运动，以推广国产产品。在特朗普最初发出关税威胁后，一些墨西哥人呼吁抵制美国产品，墨西哥公司Buendía & Marquéz的一项民意调查发现，2025年2月中旬，80%的墨西哥人对特朗普持负面看法，高于1月初的66%。
在美国，特朗普最初对加拿大和墨西哥征收关税的决定遭到了《华尔街日报》编辑部的批评，称特朗普“对邻国进行经济攻击的理由毫无意义”，并将由此引发的冲突描述为“历史上最愚蠢的贸易战”。《经济学人》将特朗普的关税形容为激进而不稳定的，并表示这些关税将“对国内外造成持久损害”。据德国之声报道，特朗普对加拿大和墨西哥征收关税既违反《美国-墨西哥-加拿大协定》，也违反世界贸易组织的规则。特朗普的关税政策总体上引发了人们对他是否有认真征收关税的意图，或者他的关税命令是否只是一种谈判策略而已的疑问。关税的征收和取消给许多企业带来了不确定性。
欧盟委员会谴责美国对加拿大和墨西哥征收关税，并呼吁美国“重新考虑其做法”。

## 潛在影響

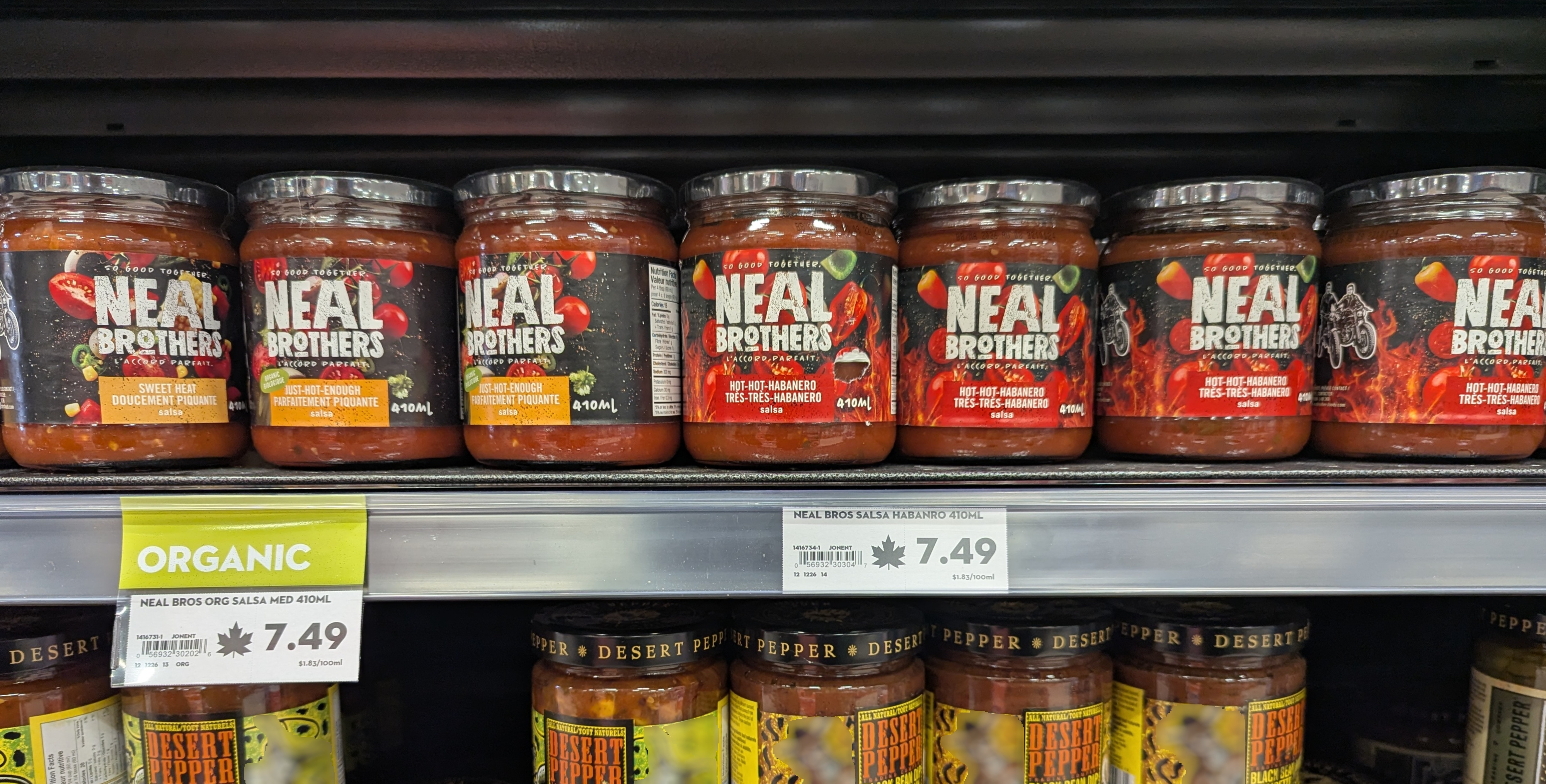
加拿大的一家超市，印有枫叶图案的标价签表明为加拿大国产商品

這場貿易戰將對北美經濟帶來深遠影響，不僅會嚴重干擾美、墨、加三國的貿易往來，也將重創供應鏈，進一步惡化美國的生活成本危機。
多名經濟學者對特朗普的關稅政策表示懷疑，指出關稅上調將直接推高美國消費品價格，影響家庭購買力。耶魯大學預算實驗室估算，這些關稅可能導致美國普通家庭每年損失約1200美元的購買力。企業的應對方式不一：有些可能自行吸收關稅成本，但更多企業將選擇提高商品價格，或對供應商施壓以降低成本，但如果因为关税导致加拿大和墨西哥进口到美国的产品对比美国自身生产的产品没有价格优势，一些制造业就可以回流到美国，这一些阵痛就是值得的。。
能源領域的影響尤為嚴重。美國本身產油量不足，對加拿大石油與能源徵收10%關稅，勢必推高美國油價，特別是中西部地區，該地區高度依賴來自阿爾伯塔省的石油。加拿大政府曾警告，關稅生效後，美國汽油價格可能會在一夜之間飆升0.75美元/加侖。此外，某些美國州的電價也可能上漲，尤其是依賴加拿大電力輸出的州，如安大略省、魁北克省和不列顛哥倫比亞省。歐洲與亞洲的煉油業者可能因此獲得競爭優勢，進一步削弱北美能源產業的競爭力。
其他產業同樣受影響。美國從墨西哥和加拿大進口的商品價格將上漲，影響範圍涵蓋食品（如水果、蔬菜、馬鈴薯、穀物）、建材（如木材、鋼鐵）、電子產品、啤酒與烈酒。這將進一步推高美國已經飆升的食品價格，加劇通貨膨脹。美國房市也可能受到打擊，因為加拿大木材價格上漲將推高建築成本。
對墨西哥而言，關稅可能帶來 嚴重經濟衰退。若25%關稅持續一年，墨西哥出口將下降約12%，導致GDP在2025年萎縮4%。汽車產業與電氣設備產業將首當其衝。墨西哥美國商會警告，關稅無助於解決安全、移民與毒品問題，反而會損害兩國經濟。
加拿大亦將付出沉重代價。作為依賴貿易的經濟體，關稅可能導致經濟增長受阻、企業與消費者成本上升。若關稅維持6個月以上，加拿大經濟可能陷入衰退。魁北克省省長勒戈警告，關稅可能導致10萬個加拿大工作崗位流失。即便是加拿大本地生產的商品，價格也可能上漲，特別是小型企業因經濟困難而受到衝擊。企業若無法維持對美貿易，可能裁員、縮減業務甚至倒閉。加拿大礦產加工業將是最大受害者之一。